# Anne Fontaine (poétesse)
Pour les articles homonymes, voir Anne Fontaine et Fontaine.
 (aout 2014).
Anne Fontaine, née à Lausanne le 8 novembre 1908 et morte dans la même ville le 27 avril 2004, est une écrivaine et poète vaudoise.

## Biographie
Anne Fontaine consacre l'ensemble de sa carrière à la poésie. Elle est membre de l'Association vaudoise des écrivains. Son œuvre a été couronnée par plusieurs prix, dont le prix de poésie (1947), le prix Roberge (1948), le prix Caroline Jouffroy-Renault (1950) et le prix de la langue-française (1956) de l’Académie française ainsi que le prix Francis Jammes et le prix du livre vaudois. Elle est également membre d'honneur de l'"Instituto de cultura americana" en Amérique du Sud. Elle a été nommée chevalière de la Légion d'honneur pour l'ensemble de son œuvre.
Poétesse et prosatrice, Anne Fontaine a cherché ses sources d'inspiration dans la grande tradition lyrique française. Son œuvre, raffinée et existentielle, célèbre la beauté du monde et les métamorphoses de la vie et du cœur. Elle a beaucoup publié dans des revues et des quotidiens vaudois.
Surtout connue pour ses recueils de poèmes publiés depuis 1947[Interprétation personnelle ?], dont Prismes, Cantate des Objets Perdus, Nausicaa en 1948, Métamorphoses en 1951, Le Cerf-volant en 1953, L'Oiseleur en 1954. Elle a écrit un récit poétique, intitulé : L'Aubier sous l'écorce en 1983. Elle publie également des essais qui sont des réflexions sur son art ou sur celui d'artistes comme Eugène Delacroix (Delacroix poète en 1953), Armand Godoy (L'Herbier d'Armand Godoy en 1949 ainsi que Armand Godoy en 1959) et sur Henri Mondor (en 1960). On lui doit également un récit intitulé Pour des millions d'années (1987).
Dans un style classique, Anne Fontaine écrit des récits poétiques nourris d'une vaste érudition. Elle rêve et médite sur l'aventure humaine, sur l'invention de l'alphabet et les bienfaits de l'imprimerie A comme amour (1977), sur le temps et la mort La petite seconde (1980), sur telle figure de notre culture Ophélie ou les intermittences du cœur (1984).[Interprétation personnelle ?]
Considérée comme poète, elle écrit cependant ses ouvrages en prose, qu'elle considère comme le style qui lui correspond le mieux.[Interprétation personnelle ?]

## Hommage
En 2023, un parc public de la ville de Lausanne est baptisé « parc Anne-Fontaine » en son honneur.

## Œuvres
- Prismes, éditions Egloff, 1947, prix de poésie de l’Académie française
- Cantate des Objets Perdus, éditions Egloff, 1947
- Nausicaa, éditions Egloff, 1948 (avec une rose d'Henri Mondor)
- L’Herbier d’Armand Godoy, éditions Egloff, 1949
- Le Premier Jour, éditions Bernard Grasset, 1950, prix Caroline Jouffroy-Renault de l’Académie française
- Par-dessus la haine, éditions Bernard Grasset, 1952
- Le Cerf-volant, éditions Bernard Grasset, 1953
- Delacroix poète, éditions Bernard Grasset, 1953
- L’Oiseleur, éditions Bernard Grasset, 1954
- Armand Godoy, éditions Bernard Grasset, 1959
- Armand Godoy, éditions Morcelliana, 1961 (traduction espagnole)
- Henri Mondor, éditions Grasset, 1960
- A comme Amour, éditions Marguerat, 1977
- La Petite Seconde, éditions de l’Aire, 1980
- Dix écrivains en quête d’une ville, éditions de l’Aire, 1981 (œuvre collective)
- L’Aubier sous l’écorce, éditions de l’Aire, 1983
- Ophélie ou les intermittences du cœur, éditions de l’Aire, 1984
- Pour des millions d’années, éditions de l’Aire, 1987

## Sources
- « Anne Fontaine », sur la base de données des personnalités vaudoises sur la plateforme « Patrinum » de la Bibliothèque cantonale et universitaire de Lausanne.
- Henri-Charles Dahlem, Sur les pas d'un lecteur heureux : guide littéraire de la Suisse, p. 205. Pierre-Olivier Walzer, Dictionnaire des littératures suisses, p. 435. Alain Nicollier, Henri-Charles Dahlem, Dictionnaire des écrivains suisses d'expression française, vol. 1, p. 385-386. [mhg/2003/02/03]
- Article dans Femmes Suisses
- Article dans 24 Heures, 12/09/1980
- Anthologie des poètes français contemporains, tome cinquième, Collections Pallas, 1959, p. 445.
- Manfred Gsteiger, La nouvelle littérature romande, éditions Bertil Galland, 1978, p. 218.
- Suisse, Écrivains d’aujourd’hui, Société suisse des écrivains, 1978, p. 75.